# Plaza de Santa Ana
Plaza de Santa Ana - plac w Madrycie. 
Znajduje się w jego obrębie wiele klasycznych tawern (hiszp. Cerveceria) prowadzonych w tradycyjnym hiszpańskim stylu. Oprócz piwa i wina, można tam dostać wiele lokalnych przekąsek (hiszp. tapas). 
Plac wziął swoją nazwę od klasztoru Karmelitanów zbudowanego tam w XVIII w. Obecny charakter został nadany mu przez Józefa Bonaparte, który w roku 1810 nakazał usunięcie klasztoru, siedmiu innych budynków, posadzenie drzew i zbudowanie w centrum placu fontanny. 
Jeden z pubów - Cerveceria Alemana - piwiarnia, której wystrój z przełomu wieków pozostał niezmieniony, była ulubionym miejscem spotkań Ernesta Hemingwaya z czasów gdy przebywał w Hiszpanii. 
Obecnie Plaza de Santa Ana jest miejscem spotkań wielu mieszkańców Madrytu, szczególnie wieczorami tysiące młodych ludzi wybierają plac i najbliższe okolice jako miejsce dla spędzenia wolnego czasu.